# 羅慶春 (清朝)
羅慶春（?—?），福建闽杭人，清朝政治人物。举人出身。
光绪5年（1879年），擔任清朝遵义府婺川縣知縣。后由張濟輝接任。